# Mischa Zverev
Mischa Zverev, ros. Михаил Александрович «Миша» Зверев (Michaił Aleksandrowicz "Misza" Zwieriew; ur. 22 sierpnia 1987 w Moskwie) – niemiecki tenisista, reprezentant kraju w Pucharze Davisa.
Jest starszym bratem Alexandra Zvereva, również tenisisty.

## Kariera tenisowa
Startując w gronie juniorów został finalistą French Open 2004 w grze podwójnej chłopców wspólnie z Alexem Kuznetsovem. W styczniu 2004 został sklasyfikowany na 3. miejscu w rankingu juniorów.
Seniorską karierę tenisową Zverev rozpoczął w 2006 roku.
W singlu wygrywał turnieje z serii ITF Men’s Circuit oraz ATP Challenger Tour. We wrześniu 2010 roku dotarł do finału rozgrywek z rangi ATP World Tour w Metzu, przechodząc najpierw eliminacje. Mecz finałowy przegrał z Gilles’em Simonem. Drugi finał osiągnął w maju 2017 w Genewie, gdzie ponownie startował z kwalifikacji. Wyeliminował po drodze trzech rozstawionych zawodników, jednak w meczu o mistrzostwo uległ Stanowi Wawrince. Pod koniec czerwca 2018 Zverev odniósł swoje premierowe zwycięstwo w cyklu ATP World Tour, bez straty seta triumfując w Eastbourne, gdzie w finale pokonał Lukáša Lacka.
W grze podwójnej Niemiec odniósł cztery zwycięstwa w rozgrywkach rangi ATP World Tour z dwunastu rozegranych finałów.
W 2009 zadebiutował w reprezentacji Niemiec w Pucharze Davisa, w przegranym meczu deblowym ćwierćfinałowej rywalizacji grupy światowej przeciwko Hiszpanii. Partnerem Zvereva był Nicolas Kiefer.
Najwyżej sklasyfikowany w rankingu singlistów był na 25. miejscu w lipcu 2017 roku, z kolei w zestawieniu deblistów w czerwcu 2009 zajmował 44. pozycję.

### Finały w turniejach ATP Tour
| Legenda                                      |
| -------------------------------------------- |
| Wielki Szlem                                 |
| Igrzyska olimpijskie                         |
| Tennis Masters Cup / ATP Finals              |
| ATP Masters Series / ATP Tour Masters 1000   |
| ATP International Series Gold / ATP Tour 500 |
| ATP International Series / ATP Tour 250      |

#### Gra pojedyncza (1–2)
| Końcowy wynik | Nr | Data             | Turniej    | Nawierzchnia  | Przeciwnik    | Wynik finału  |
| ------------- | -- | ---------------- | ---------- | ------------- | ------------- | ------------- |
| Finalista     | 1. | 26 września 2010 | Metz       | Twarda (hala) | Gilles Simon  | 3:6, 2:6      |
| Finalista     | 2. | 27 maja 2017     | Genewa     | Ceglana       | Stan Wawrinka | 6:4, 3:6, 3:6 |
| Zwycięzca     | 1. | 30 czerwca 2018  | Eastbourne | Trawiasta     | Lukáš Lacko   | 6:4, 6:4      |

#### Gra podwójna (4–8)
| Końcowy wynik | Nr | Data                 | Turniej     | Nawierzchnia  | Partner                | Przeciwnicy                           | Wynik finału      |
| ------------- | -- | -------------------- | ----------- | ------------- | ---------------------- | ------------------------------------- | ----------------- |
| Zwycięzca     | 1. | 15 czerwca 2008      | Halle       | Trawiasta     | Michaił Jużny          | Lukáš Dlouhý Leander Paes             | 3:6, 6:4, 10–3    |
| Finalista     | 1. | 13 lipca 2008        | Stuttgart   | Ceglana       | Michael Berrer         | Christopher Kas Philipp Kohlschreiber | 3:6, 4:6          |
| Zwycięzca     | 2. | 5 października 2008  | Tokio       | Twarda        | Michaił Jużny          | Lukáš Dlouhý Leander Paes             | 6:3, 6:4          |
| Finalista     | 2. | 11 stycznia 2009     | Brisbane    | Twarda        | Fernando Verdasco      | Marc Gicquel Jo-Wilfried Tsonga       | 4:6, 3:6          |
| Finalista     | 3. | 4 października 2009  | Bangkok     | Twarda (hala) | Guillermo García-López | Eric Butorac Rajeev Ram               | 6:7(4), 3:6       |
| Finalista     | 4. | 4 maja 2015          | Monachium   | Ceglana       | Alexander Zverev       | Alexander Peya Bruno Soares           | 6:4, 1:6, 5–10    |
| Finalista     | 5. | 7 lutego 2016        | Montpellier | Twarda (hala) | Alexander Zverev       | Mate Pavić Michael Venus              | 5:7, 6:7(4)       |
| Zwycięzca     | 3. | 12 lutego 2017       | Montpellier | Twarda (hala) | Alexander Zverev       | Fabrice Martin Daniel Nestor          | 6:4, 6:7(3), 10–7 |
| Finalista     | 6. | 25 czerwca 2017      | Halle       | Trawiasta     | Alexander Zverev       | Łukasz Kubot Marcelo Melo             | 7:5, 3:6, 8–10    |
| Finalista     | 7. | 24 czerwca 2018      | Halle       | Trawiasta     | Alexander Zverev       | Łukasz Kubot Marcelo Melo             | 6:7(1), 4:6       |
| Finalista     | 8. | 28 października 2018 | Bazylea     | Twarda (hala) | Alexander Zverev       | Dominic Inglot Franko Škugor          | 2:6, 5:7          |
| Zwycięzca     | 4. | 3 marca 2019         | Acapulco    | Twarda        | Alexander Zverev       | Austin Krajicek Artem Sitak           | 2:6, 7:6(4), 10–5 |